# Canditunggal
Canditunggal is een bestuurslaag in het regentschap Lamongan van de provincie Oost-Java, Indonesië. Canditunggal telt 1682 inwoners (volkstelling 2010).